# Radiofjeldet

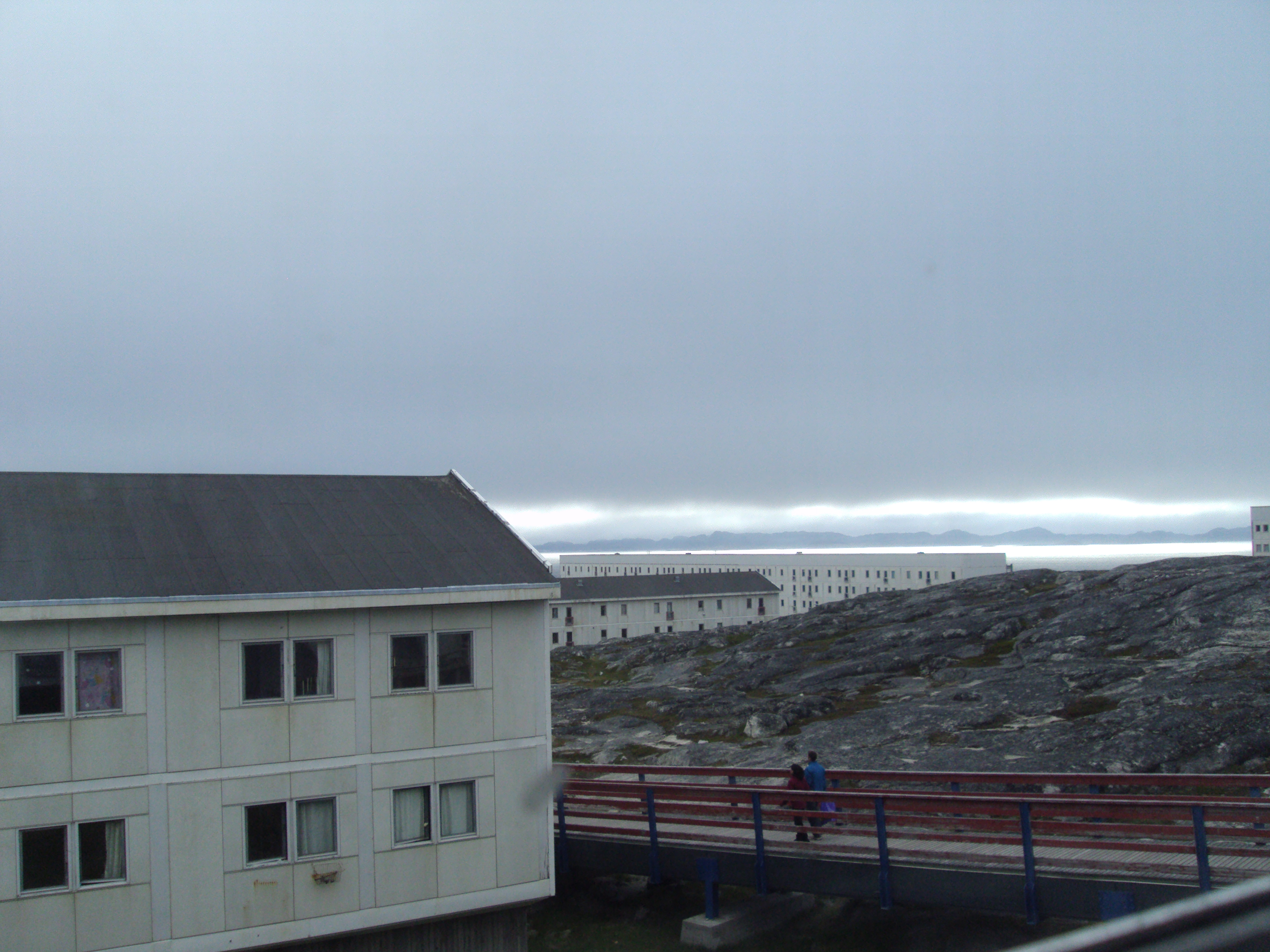
Radiofjeldet är ett bostadsområde i Nuuk.

Radiofjeldet är ett område i Nuuk, Grönlands huvudstad. Där finns ett bostadsområde med ungefär 600 hyresgäster och det kännetecknas av vita hyreshus uppförda 1972-77. Det bedömdes i behov av renovering 2009.
Bostadsområdet består av husen 11-17 i fyra-fem våningar ut mot Godthåbsfjorden (Nuup Kangerlua), husen 21-37 i områdets centrum samt radhusen 41-45, som har utsikt mot Store Malene (Ukkusissat). Bostäderna administreras av Grönlands självstyres bostadsbolag, INI.
Själva bergstoppen Radiofjeldet är fri från bostäder. Där finns ett röse uppsatt av Margrethe II av Danmark och Prins Henrik 1978 med anledning av stadens 250-årsjubileum. En ringväg leder runt i bostadsområdet. Den är uppkallad efter Nuuks vänortskommun, Lyngby-Tårbæk.
Området betjänas av offentlig busstransport med Nuup Bussii. Linje 3 stannar vid centrum. I omedelbar anslutning därtill ligger Atuarfik Samuel Kleinschmidt, uppkallad efter språkforskaren Samuel Kleinschmidt.